# Chinua Achebe
Chinua Achebe (pronunție: ˈtʃɪnwɑː əˈtʃɛbeɪ) (n. 16 noiembrie 1930, Ogidi⁠(d), Statul Anambra, Nigeria – d. 21 martie 2013, Boston, Massachusetts, SUA) a fost un scriitor nigerian de limbă engleză.
A scris romane prezentând dezagregarea societăților africane tradiționale în contact cu civilizația europeană, în special cu misionarismul și colonialismul englez.

## Opera

### Romane
- 1958: O lume se destramă ("Things Fall Apart"), considerată una dintre cele mai citite cărți din literatura africană și una dintre cele mai valoroase din ultimii 50 de ani;[29]
- 1960: Liniștea s-a sfârșit ("No Longer at Ease");
- 1964: Săgeata Domnului ("Arrow of God");
- 1966: Un om din popor ("A man of the People");
- Demagogul.

### Poezii
- 1972: Bagă de seamă, frate de suflet ("Beware Soul Brother").

### Literatură pentru copii
- 1966: Chike și râul ("Chike and the River");
- 1972: Cum i-au crescut ghearele leopardului ("How the Leopard Got His Claws");
- 1975: Flautul ("The Flute");
- 1978: Tube ("The Drum").

### Publicistică
Chinua Achebe a fost și editor al publicațiilor Nsukkascope și Okike.